# Солотвинська волость
Солотвинська волость — адміністративно-територіальна одиниця Житомирського повіту Волинської губернії з центром у селі Солотвин.
Станом на 1885 рік складалася з 14 поселень, 14 сільських громад. Населення — 8630 осіб (4248 чоловічої статі та 4382 — жіночої), 965 дворових господарств.
|                     | Площа, десятин | У тому числі орної, дес. |
| ------------------- | -------------- | ------------------------ |
| Сільських громад    | 8414           | 5666                     |
| Приватної власності | 13462          | 6717                     |
| Казенної власності  | —              | —                        |
| Іншої власності     | 460            | 311                      |
| Загалом             | 22336          | 12694                    |

Основні поселення волості:
- Солотвин — колишнє власницьке село, 1354 особи, 158 дворів, православна церква, каплиця, школа, постоялий будинок.
- Велика Татаринівка — колишнє власницьке село при озері, 1184 осіб, 160 дворів, православна церква, 2 каплиці, школа, постоялий будинок, лавка.
- Гальчинець — колишнє власницьке село при струмкові Жабокрик, 451 особа, 68 дворів, православна церква, школа, постоялий будинок.
- Кукільня — колишнє власницьке село, 376 осіб, 38 дворів, православна церква, постоялий будинок.
- Малі Мошківці — колишнє власницьке село при річкі Грибарці, 596 осіб, 75 дворів, постоялий будинок.
- Никонівка — колишнє власницьке село, 590 осіб, 95 дворів, православна церква, школа, постоялий будинок.
- Половецьке — колишнє власницьке село при струмкові, 438 осіб, 64 двори, православна церква, школа, постоялий будинок, завод для виділення синьки.
- Сьомаки — колишнє власницьке село при річці Коденка, 208 осіб, 32 двори, поштова станція.
- Скаківка — колишнє власницьке село при струмкові, 260 осіб, 38 дворів, православна церква, школа, постоялий будинок, водяний млин.
- Червона — колишнє власницьке містечко, 744 особи, 89 дворів, православна церква, єврейський молитовний будинок, школа, постоялий будинок, базари по неділях.